# Oxytate forcipata
Oxytate forcipata là một loài nhện trong họ Thomisidae.
Loài này thuộc chi Oxytate. Oxytate forcipata được miêu tả năm 1998 bởi Zhang & Chang-Min Yin.